# 升級
升級是電腦運算領域中常用的術語，一般是指硬體或軟體的汰舊換新，使系統能夠跟上時代。另外對愛玩高級音響的人（Audiophile）來說，使用此字眼時也經常表示用更好品質的產品來取代原有的產品，使音質獲得強化或提升。更广泛的意义上，升级可以泛指任何系统性的更新换代。例如可以说机械设备的升级、参考资料的升级甚至制度的升级等等。